# Kay Lenz
Kay Ann Lenz (Los Angeles, 4 maart 1953) is een Amerikaanse actrice.

## Biografie
Lenz was van 1977 tot en met 1983 getrouwd met David Cassidy.

## Filmografie

### Films
Selectie:
- 2019 More Beautiful for Having Been Broken – als Cassandra
- 1987 Death Wish 4: The Crackdown – als Karen Sheldon
- 1986 House – als Sandy Sinclair
- 1979 The Passage – als Leah Bergson
- 1973 Breezy – als Breezy
- 1973 American Graffiti – als Jane

### Televisieseries
Uitgezonderd eenmalige gastrollen.
- 2001 Once and Again – als Stephanie Arlen – 2 afl.
- 2000 – 2001 Cover Me: Based on the True Life of an FBI Family – als Lisa Ramone – 2 afl.
- 1994 – 1997 The Tick – als Amerikaanse meid – 18 afl.
- 1991 – 1993 Reasonable Doubts – als Maggie Zombro – 32 afl.
- 1988 – 1989 Midnight Caller – als Tina Cassidy – 3 afl.
- 1986 Heart of the City – als Kathy Priester – 2 afl.
- 1984 The Fall Guy – als Kim Donnelly – 2 afl.
- 1976 – 1977 Rich Man, Poor Man – Book II – als Kate Jordache – 11 afl.

- Biblioteca Nacional de España: XX1640612
- Bibliothèque nationale de France: cb14198513d (data)
- International Standard Name Identifier: 0000 0000 7841 0377
- Library of Congress Control Number: n87860109
- Nationale Bibliotheek van Polen: a0000001869599
- SNAC: w6tk2cjm
- Système universitaire de documentation: 129301809
- Virtual International Authority File: 74062512
- WorldCat: E39PBJghm33PQw9kc9mDxFTrbd